# Internationales Geophysikalisches Jahr

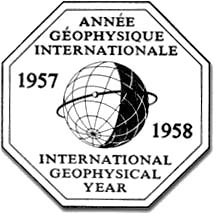
Logo des IGJ

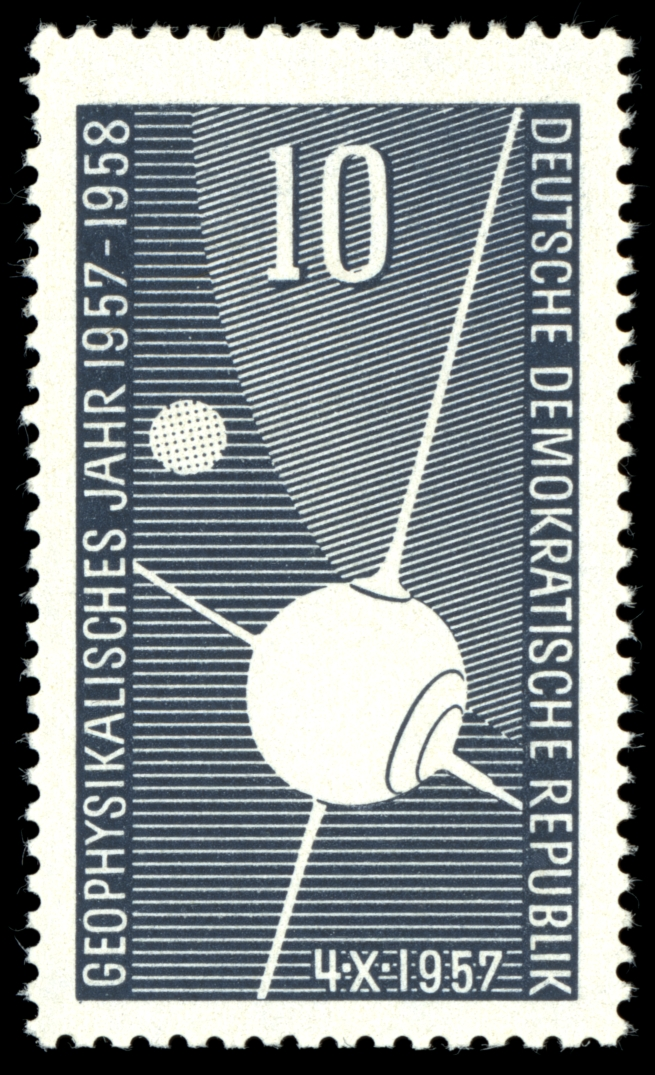
10 Pf.-Briefmarke der DDR (1957)

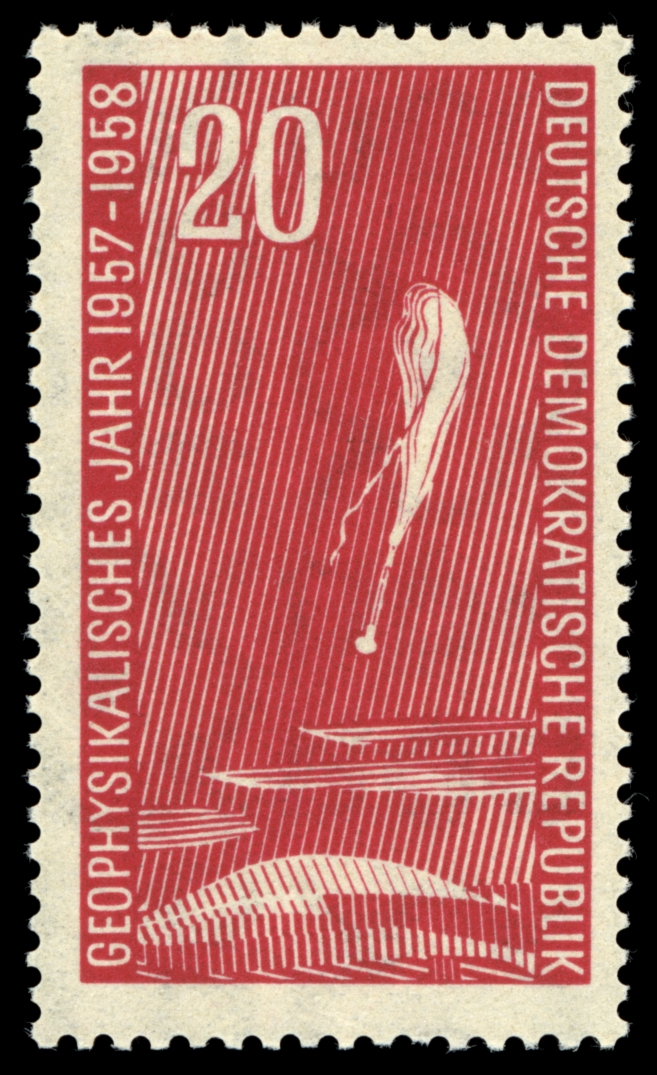
20 Pf.-Briefmarke der DDR (1958)

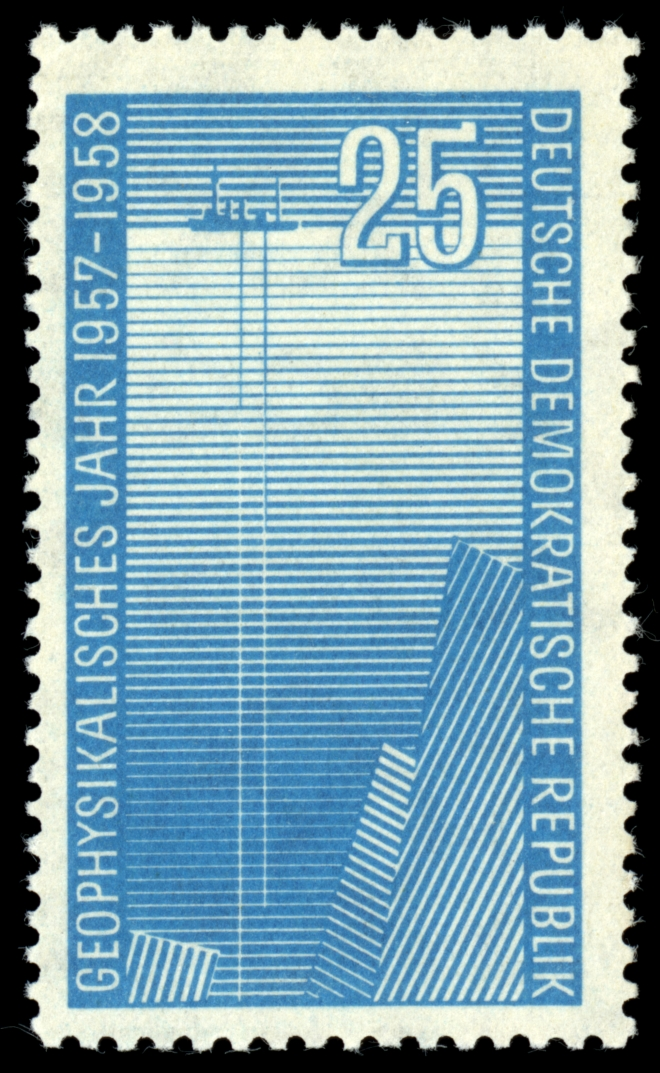
25 Pf.-Briefmarke der Deutschen Post der DDR (1958)

Das Internationale Geophysikalische Jahr (IGJ) (engl.: International Geophysical Year (IGY), franz., offiz.: Année de Géophysique Internationale (AGI)) war eine in internationaler Abmachung festgelegte Periode vom 1. Juli 1957 bis zum 31. Dezember 1958. Die Zeit diente zur weltweiten Forschung auf allen Gebieten der Geophysik, darunter Sonnenforschung, Seismologie, Glaziologie, Geomagnetismus, Meteorologie, Ozeanografie, Ionosphäre, kosmischer Strahlung.
Das IGJ stellte eine Fortsetzung der beiden Internationalen Polarjahre 1882/83 und 1932/33 dar, war aber nicht auf die Polargebiete beschränkt und erforderte deshalb eine bedeutende Organisation, zu deren Generalsekretär der Belgier Marcel Nicolet bestimmt wurde.
Zum Abschluss des IGJ hatten sich Wissenschaftler aus über 67 Staaten daran beteiligt, einzig die Volksrepublik China verweigerte sich (aus Protest gegen die Teilnahme von Taiwan). Sowohl die Sowjetunion (Sputnik) als auch die USA (Vanguard-Projekt) hatten Programme gestartet, um während der Laufzeit des Projekts künstliche Satelliten in einen Erdorbit einzubringen.

## Geschichte
Zu Beginn der 1950er-Jahre kam die Idee auf, 25 Jahre nach dem letzten Polarjahr und etwa 75 Jahre nach dem ersten Polarjahr ein weiteres Polarjahr durchzuführen. Die Initiative einiger US-amerikanischer und britischer Wissenschaftler erreichte, dass das Unternehmen auf den ganzen Globus ausgedehnt wurde: geophysikalisch statt polar. Für diese Zielsetzung gab ICSU (Internationaler Wissenschaftsrat) dann grünes Licht. Unter der Leitung des International Council of Scientific Unions (ICSU, heute: International Council for Science, siehe: Internationaler Wissenschaftsrat), wurden die umfangreichen Vorbereitungen begonnen, in deren Verlauf das Projekt den Namen Internationales Geophysikalisches Jahr, offiziell: Année de Géophysique Internationale (AGI) erhielt.

### Verbesserung der internationalen Zusammenarbeit
Weil vorher, als Folge des Kalten Krieges, der internationale Austausch geophysikalischer Daten ungewöhnlich eingeengt und für manche (z. B. meteorologische) Daten sogar völlig unterbunden war, bedeutete das IGJ einen Durchbruch zugunsten der Freiheit der Wissenschaft. Entscheidend dafür war, dass  erst nach Josef Stalins Tod der Sowjetischen Akademie der Wissenschaften erlaubt wurde, sich an diesem weltweiten Unternehmen voll zu beteiligen – was sie dann mit aller Kraft tat. Das IGJ markierte  den Beginn einer ununterbrochenen Phase engster  geowissenschaftlicher Zusammenarbeit in zahlreichen neuen internationalen Projekten. Die Austauschregeln des IGJ wurden von allen bedeutenden Staaten akzeptiert (mit Ausnahme der Volksrepublik China, die wegen der Mitgliedschaft von Taiwan nicht teilnahm). Um einen problemlosen Daten-Austausch zu ermöglichen, wurden für eine Reihe von Disziplinen Welt-Datenzentren (WDC's) eingerichtet, von denen die meisten permanent geworden sind.

### Antarktisvertrag
Nicht zuletzt war das IGJ auch ein Versuch von Seiten der Wissenschaft, den Wettlauf um nationale Inbesitznahme in der Antarktis zu unterbinden. Er führte schließlich zum Antarktisvertrag, in dem das wissenschaftliche Interesse Priorität erhielt.

### Start der ersten Satelliten
Im Programm sollte der ganze Globus, aber auch der angrenzende Weltraum erforscht werden, da die Fortschritte der Raketentechnik dies nun erlaubten. Der US-amerikanische Präsident Dwight D. Eisenhower ließ am 29. Juli 1955 verkünden, dass er als nationalen Beitrag der USA einen Erdsatelliten in Auftrag geben werde. In Zeiten des Kalten Krieges war dies natürlich eine Herausforderung an die Sowjetunion, die vier Tage später ebenfalls verkündete, einen Satelliten starten zu wollen, und die dann mit Sputnik 1 den USA zuvorkam. Der Wunsch nach mehr Informationen über die oberen Atmosphärenschichten spielte eine große Rolle. Der Zeitraum wurde so gewählt, dass er in eine Phase verstärkter Sonnenaktivität fallen würde.

### Unterstützer
Bei der Vorbereitung und Durchführung des Projektes waren bestehende internationale wissenschaftliche Unionen beteiligt, besonders stark die Internationale Astronomische Union (IAU) und die International Union of Radio Science (URSI). Erste Promotoren der weltweiten Öffnung des Projekts waren die Radiowissenschaftler Lloyd Viel Berkner und Dana Bailey, unterstützt vom Geomagnetiker Sydney Chapman. Aufgrund einer Ost-West-Vereinbarung wurde der Belgier Marcel Nicolet zum Generalsekretär bestimmt. Nach Abschluss des Unternehmens erhob König Baudouin I. ihn in den Adelsstand.

### Erfolge
Für manche Teilwissenschaften wurden bei der Vorbereitung des IGJ erstmals international verbindliche Regeln für die Datengewinnung festgelegt, zum Beispiel für die Ionosphärenforschung die noch immer gültige Anleitung von William Roy Piggott und Karl Rawer. Erst seitdem sind diese Daten international vergleichbar geworden.
Mit Unterstützung des IGJ konnte Charles David Keeling unter der Leitung von Roger Revelle Messungen durchführen, die mit der Keeling-Kurve erstmals Belege für die bis dato hypothetische menschengemachte globale Erwärmung lieferten. Revelle schloss im Jahr 1956 aus den Ergebnissen dieser Messungen, dass in etwa 50 Jahren eine Erwärmung des Weltklimas zu erwarten sei, mit weiteren schwer wiegenden Folgen.

### Jubiläum
Anlässlich des 50. Jahrestages des Internationalen Geophysikalischen Jahres fand 2007 ein Internationales Heliophysikalisches Jahr statt. 2008 wurde zum Internationalen Jahr des Planeten Erde erklärt.

## Trivia
Der US-Musiker Donald Fagen widmete dem IGJ  das Lied I.G.Y auf seinem Album The Nightfly von 1982. Das IGJ ist Namensgeber des IGY Valley, Antarktika.